# Nana (1934)
Nana is een Amerikaanse dramafilm uit 1934 onder regie van Dorothy Arzner en George Fitzmaurice. Het scenario is gebaseerd op de gelijknamige roman uit 1880 van de Franse auteur Émile Zola.

## Verhaal
Nana wordt ontdekt door de bekende theatermaker Gaston Greiner. Hij is zozeer onder de indruk van haar schoonheid dat hij haar een rol geeft in zijn nieuwe voorstelling. In geen tijd wordt Nana de publiekslieveling van het Parijse theater. De broers George en André Muffat strijden beiden om haar gunsten. Hun bittere ijverzucht heeft rampzalige gevolgen.

## Rolverdeling
| Acteur               | Personage               |
| -------------------- | ----------------------- |
| Anna Sten            | Nana                    |
| Lionel Atwill        | Kolonel André Muffat    |
| Richard Bennet       | Gaston Greiner          |
| Mae Clarke           | Satin                   |
| Phillips Holmes      | Luitenant George Muffat |
| Muriel Kirkland      | Mimi                    |
| Reginald Owen        | Bordenave               |
| Helen Freeman        | Sabine Muffat           |
| Lawrence Grant       | Groothertog Alexis      |
| Jessie Ralph         | Zoe                     |
| Ferdinand Gottschalk | Finot                   |